# Герои (филм)
„Герои“ (на немски: Helden) е западногерманска военна комедия от 1958 година с участието на австрийската оперна певица и актриса от български произход Люба Велич. Филмът е адаптация на пиесата „Оръжията и човекът“ на Джордж Бърнард Шоу.

## Сюжет
1885 година, Сръбско-българската война. Швейцарският капитан Блунтшли (Ото Вилхелм Фишер) се сражава като доброволец на страната на сърбите. Когато отрядът му е атакуван от няколко български войници, капитанът разбира, че е снабден с грешни муниции за оръдието и му се налага да бяга. Бягството му го отвежда в спалнята на годеницата на врага му, командира на българския отряд...

## В ролите
- Ото Вилхелм Фишер като капитан Блунтшли
- Лизелоте Пулвер като Райна Петкова
- Елен Швиерс като прислужницата Лука
- Ян Хендрикс като лейтенант Сергей Сливицна
- Люба Велич като Катерина
- Курт Кажнар като майор Петков
- Манфред Ингер като Никола

## Награди и номинации
- Награда Бамби за най-добър актьор на Ото Вилхелм Фишер от 1958 година.
- Награда Златна купа за най-добър филм от „Германските филмови награди“ през 1959 година.
- Златна награда за най-добра мъжка роля на Ото Вилхелм Фишер от „Германските филмови награди“ през 1959 година.
- Награда за най-добър филм от „Асоциацията на германските филмови критици“ през 1959 година.
- Номинация за Оскар за най-добър чуждоезичен филм от 1959 година.
- Номинация за Златна палма за най-добър филм от Международния кинофестивал в Кан, Франция през 1959 година.
- Номинация за Сребърна награда за най-добра второстепенна женска роля на Елен Швиерс от „Германските филмови награди“ през 1959 година.
- Номинация за Сребърна награда за най-добър режисьор на Франц Петер Вирт от „Германските филмови награди“ през 1959 година.[2]